# 伊号第三百七十二潜水艦
| 画像をアップロード |                                                                 |
| 艦歴               |                                                                 |
| 計画               | 昭和19年度計画（マル戦計画）                                    |
| 起工               | 1944年2月10日                                                   |
| 進水               | 1944年6月26日                                                   |
| 就役               | 1944年11月8日                                                   |
| その後             | 1945年7月18日戦没                                               |
| 除籍               | 1945年9月15日                                                   |
| 性能諸元           |                                                                 |
| 排水量             | 基準1,440t、常備1,779t 水中2,215t                               |
| 全長               | 73.50m                                                          |
| 全幅               | 8.90m                                                           |
| 吃水               | 4.76m                                                           |
| 機関               | 艦本式23号乙8型ディーゼル2基2軸 水上：1,850馬力 水中：1,200馬力 |
| 速力               | 水上：13.0kt 水中：6.5kt                                        |
| 航続距離           | 水上：10ktで5,000海里 水中：3ktで120海里                        |
| 燃料               | 重油：282トン                                                   |
| 乗員               | 55名                                                            |
| 兵装               | 40口径14cm単装砲1門 25mm単装機銃2挺                             |
| 備考               | 安全潜航深度：75m 物資搭載量：艦内90トン、艦外不明、20トン？    |

伊号第三百七十二潜水艦（いごうだいさんびゃくななじゅうにせんすいかん）は、大日本帝国海軍の潜水艦。伊三百六十一型潜水艦の12番艦。本艦のみ基本計画番号がS51Bと改められており、俗に潜輸改（せんゆかい）とも呼ばれる。設計時から魚雷発射管がなく、物資搭載量が増加している。横須賀港在中泊に敵空母機の攻撃を受け沈没した。

## 艦歴
1944年のマル戦計画第2961号艦。1944年2月10日、横須賀海軍工廠にて起工。同年6月26日に進水。11月8日、竣工。佐世保鎮守府籍。同日、第十一潜水戦隊に編入。
1945年1月8日、第七潜水戦隊に編入。
「伊372潜」は2月4日にバトリナオ輸送（陸軍搭乗員のフィリピンから高雄への輸送）を命じられ、2月8日に横須賀から高雄へ出発したが、作戦中止となった。
3月20日、第七潜水戦隊は解隊され、「伊372潜」は「伊369潜」などとともに第十六潜水隊を編成した。
4月1日（「第6艦隊戦時日誌」によれば4月5日）、横須賀を発し、ウェーク島への輸送任務に従事。4月18日、ウェーク島着。物資50トンを揚陸した。また、物資30トンが敵潜水艦の攻撃を受け退避行動をとった際に失われた。復路では約60名を便乗させ、4月29日に横須賀に帰投。
帰投後、「伊372潜」は横須賀海軍工廠で入渠し、浮力タンクの撤去、三式探信儀新設など様々な工事がなされた。
6月15日、横須賀を発し、2度目のウェーク島輸送任務に従事。6月27日にウェーク島に着き、物資揚陸を行ったが、前回同様の経緯で50トン中20トンは失われた。7月10日、横須賀に帰投。
7月18日、横須賀空襲の際に右舷中部付近に至近弾があり、それによる損傷で沈没。戦死者は無し、または1名。
9月15日、除籍。

## 歴代艦長
※『艦長たちの軍艦史』447頁による。

### 艦長
1. 松下寛 大尉：1944年11月8日 -
2. 高橋真吾 大尉：1945年5月15日 -